# يوهان بليسا
يوهان بليسا (6 ديسمبر 1848 - 2 مايو 1925) فلكي نمساوي ولد في أوبافا في سيليسيا النمساوية وهي الآن جزء من إقليم مورافيا-سيليزيا في جمهورية التشيك
اشتهر بإكتشافة للعديد من الكويكبات، حيث اكتشاف 122 كويكبا في المجمل، ابتداء من الكويكب 136 اوستريا الذي اكتشفة في 18 مارس عام 1874
إلى الكويكب 1073 جليفارا في 14,سبتمبر عام 1923 بعض اكتشافاته البارزة تشمل :153 هيلدا ,216 كليوباترا,243 إيدا, و كويكب آمور 719 ألبرت
حصل على جائزة فالز من الأكاديمية الفرنسية للعلوم في عام 1906, تمت تسميت الفوهة القمرية بليسا على اسمه تكريما له

## اعمالة في وقت مبكر

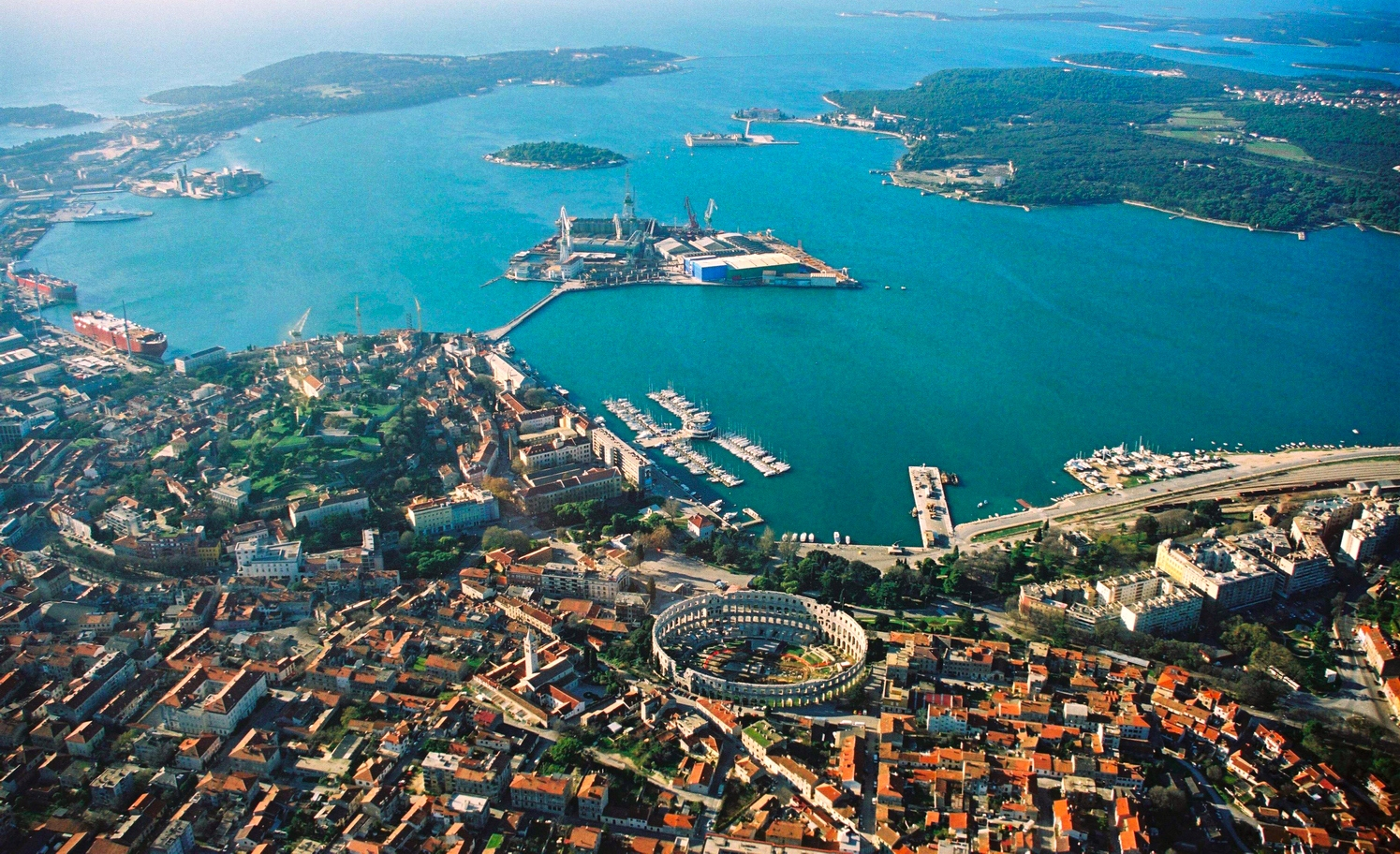
منظر لمدينة بولا

من عام 1866 إلى عام 1870، درس بليسا الرياضيات وعلم الفلك في جامعة فيينا؛ ومع ذلك، قيل انه لم يتخرج حتى عام 1884. وعلى الرغم من هذا، فأنة خلال عام 1870 كان مساعدا في مرصد الجامعة، وحصل بعد ذلك بعام على وظيفة في مرصد جنيف. وبعد سنوات قليلة، في عام 1872، في سن ال 24، أصبح بليسا مدير مرصد البحرية النمساوية في بولا. وفي مرصد بولا، اكتشف الكويكب الأول، 136 اوستريين، في 18 مارس 1874. وإلى جانب هذا، اكتشف سبعة وعشرين من الكواكب الصغيرة ومذنب واحد خلال فترة اقامته في بولا واستخدم في ابحاثة مقراب أنكساري صغير ستة-بوصة.
وأعد فهرسان تحتوي تقريبا على مواقع 4,700 نجم.

## الاكتشافات
ابتداء من عام 1874 إلى 1923 اكتشاف بليسا 122 كويكبا في المجمل ابتداء من الكويكب 136 اوستريا، إلى الكويكب 1073 جليفارا
من أشهر اكتشافاتة الكويكب 243 إيدا الذي زارة في أغسطس عام 1993 المسبار غاليليو و الكويكب 253 ماتيلد الذي تمت زيارتة بواسطة المركبة الفضائية شوميكر في 27 يونيو 1997

## وصلات خارجية
- Portraits of Johann Palisa from the Lick Observatory Records Digital Archive, UC Santa Cruz Library's Digital Collections